# Csipkerek, Vas
Csipkerek  este un sat în districtul Vasvár, județul Vas, Ungaria, având o populație de 347 de locuitori (2011). 

## Demografie
Componența etnică a satului Csipkerek
     Maghiari (96,64%)
     Germani (2,35%)
     Necunoscut (1,01%)
     Alții (1,01%)
Componența confesională a satului Csipkerek
     Romano-catolici (75,22%)
     Necunoscută (24,78%)
     Alte religii (1,73%)
Conform recensământului din 2011, satul Csipkerek avea 347 de locuitori. Din punct de vedere etnic, majoritatea locuitorilor (96,64%) erau maghiari, cu o minoritate de germani (2,35%). Apartenența etnică nu este cunoscută în cazul a 1,01% din locuitori.  Din punct de vedere confesional, majoritatea locuitorilor (75,22%) erau romano-catolici. Pentru 24,78% din locuitori nu este cunoscută apartenența confesională.